# Lijst van personen uit Mexico-Stad
Deze lijst van personen uit Mexico-Stad geeft een (incompleet) overzicht van "bekende" personen die geboren of overleden zijn in de  Mexicaanse hoofdstad Mexico-Stad.

## Geboren

### A
- Carlos Abascal (1949-2008), jurist en politicus
- Mario Arturo Acosta (1942-2012), militair en veiligheidsagent
- Rafael Acosta Ángeles (Juanito) (1953), activist en politicus
- Higinio Aguilar (1839-1924), militair
- Adolfo Aguilar Zínser (1949-2005), diplomaat en politicus
- Javier Aguirre (1958), voetballer
- Miguel Alcubierre (1964), natuurkundige
- Rosa Luz Alegría (1949), politica
- Eliana Alexander (1969), actrice
- Ana Alicia (1956), actrice
- Ignacio Almanza (Místico) (1982), professioneel worstelaar
- Quetzalli Alvarado (1875), voetbalscheidsrechter
- María Asunción Aramburuzabala (1963), zakenvrouw
- Alfonso Arau (1932), acteur en regisseur
- Luis Arcaraz (1910-1963), bigband-leider en componist
- Emilio Azcárraga Jean (1968), ondernemer

### B
- Alberto Baillères (1931-2022), ondernemer
- Arturo Barrios (1962), langeafstandsloper
- Javier Barros Sierra (1915-1971), ingenieur
- Daniel Bautista (1952), snelwandelaar
- Alberto Begné Guerra (1963), politicus
- René Bejarano (1957), politicus
- Mario Bellatin (1960), Peruviaans-Mexicaans schrijver
- Cuauhtémoc Blanco (1973), voetballer
- Guillermo Bonfil Batalla (1935-1991), antropoloog
- Salvador Borrego (1915-2018), journalist
- Manuel Álvarez Bravo (1902-2002), fotograaf
- Arturo Brizio Carter (1956), voetbalscheidsrechter
- Claudio Brook (1927-1995), acteur
- Francisco Bulnes (1847-1924), historicus en journalist

### C
- Lydia Cacho (1963), journaliste
- Edgar Cadena (2000), wielrenner
- Luisa María Calderón (1965), politica
- José Luis Calva (1969-2007), moordenaar en kannibaal
- Manuel Camacho (1946-2015 ), politicus
- Roberto Campa (1959), politicus
- Ernesto Canto (1959-2020), snelwandelaar
- Joaquín de la Cantolla (1837-1914), ballonvaarder
- Salvador Carmona (1975), voetballer
- Cuauhtémoc Cárdenas (1934), politicus
- Gregorio Cárdenas Hernández (1915-1999), seriemoordenaar
- Agustín Carstens (1958), econoom en politicus
- Alfonso Caso (1896-1970), archeoloog en jurist
- Antonio Caso (1883-1946), filosoof
- Jorge Castañeda y Álvarez de la Rosa (1921-1997), politicus en diplomaat
- Jorge Castañeda Gutman (1953), auteur en politicus
- Cristian Castro (1972), zanger
- Israel Castro (1980), voetballer
- Verónica Castro (1952), actrice, zangeres en presentatrice
- Daniel Catán (1949), componist
- Laura Cerón (1964), actrice
- Hilario Chávez Joya (1928-2010), bisschop
- Chimalpopoca (1404-1427), Azteeks heerser
- Adolfo Christlieb Ibarrola (1919-1969), politicus
- Emilio Chuayffet (1951), politicus
- Martín Cortés (1523-1568), conquistador
- Daniel Cosío Villegas (1898-1976), historicus
- Santiago Creel (1951), politicus
- Jorge Cruickshank García (1916-1989), politicus
- Alfonso Cuarón (1961), regisseur
- Gabriela Cuevas (1979), politica
- José Luis Cuevas (1934-2017), kunstschilder
- Cuitlahuac (1476-1520), Azteeks heerser

### D
- Pedro Damián (1952), acteur
- Luis Ernesto Derbez (1947), diplomaat en politicus
- Luis Díaz (1977), autocoureur
- Rómulo Díaz de la Vega (1797-1867), militair en president van Mexico (1855)
- Maribel Domínguez (1978), voetbalster
- Mario Domínguez (1975), autocoureur
- Salvador Durán (1985), autocoureur

### E
- Marcelo Ebrard (1959), politicus
- Bruno Echagaray (1983), tennisser

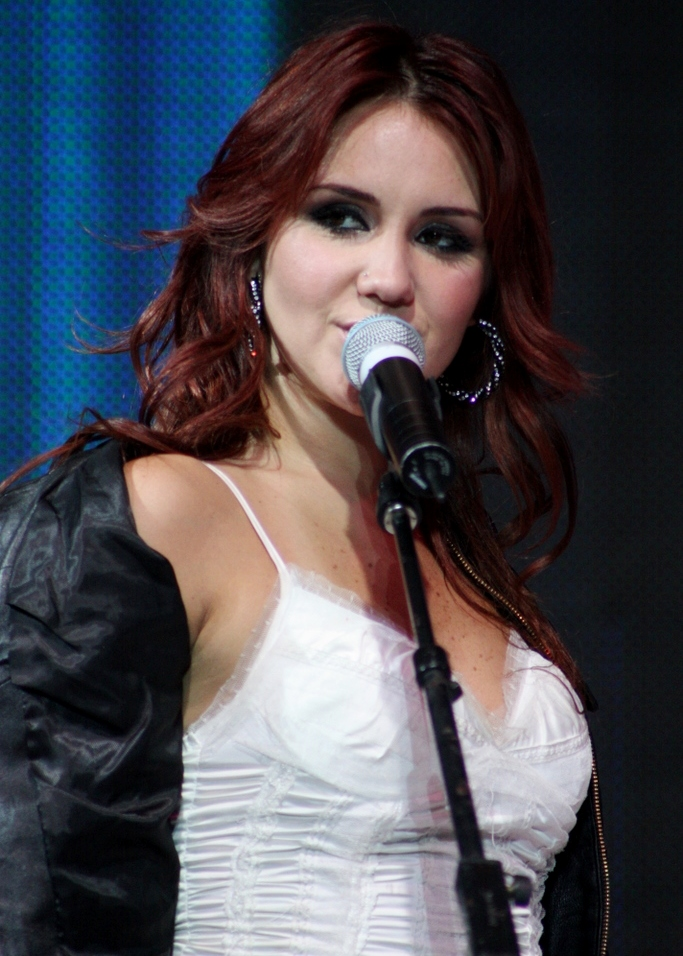
Actrice en zangeres Dulce María (1985)

- Luis Echeverría (1922-2022), president van Mexico (1970-1976)
- Juan Rafael Elvira Quezada (1958), ingenieur en politicus
- Alejandro Encinas (1954), politicus
- Antonio Enríquez Savignac (1931-2007), politicus
- Dulce María Espinosa (1985), actrice en zangeres
- Óscar Espinosa Villarreal (1953), politicus
- Patricia Espinosa (1958), diplomate
- Laura Esquivel (1950), schrijfster

### F

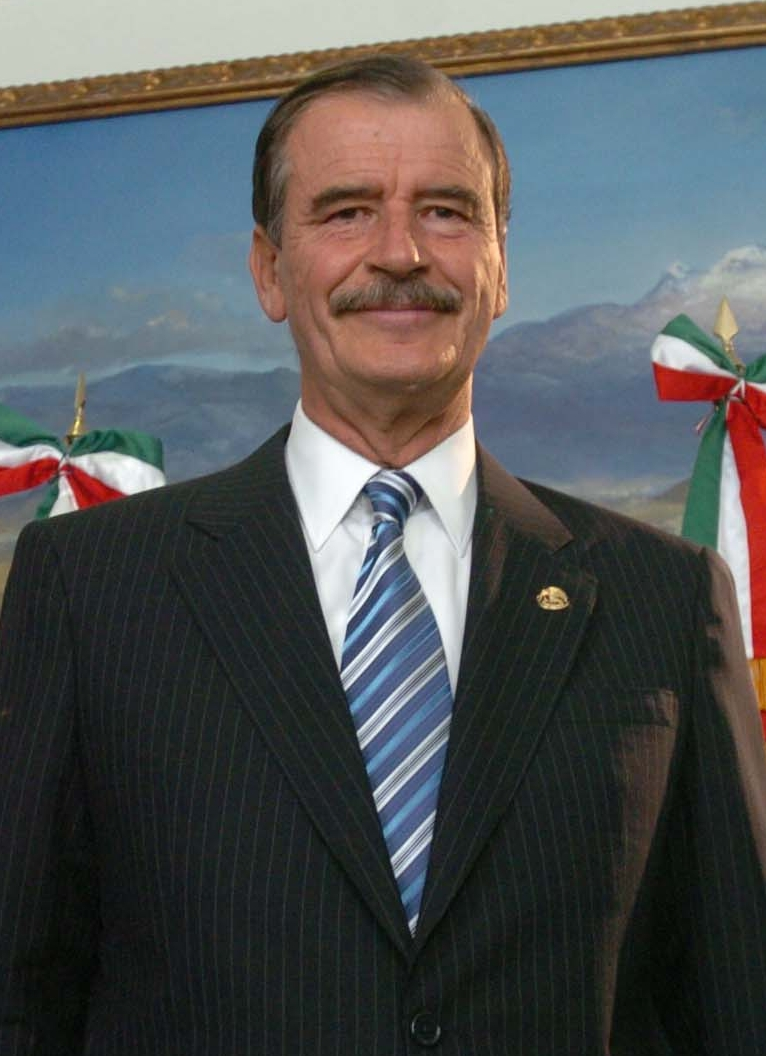
President Vicente Fox (1942)

- Adrián Fernández (1965), autocoureur
- Vicente Fox (1942), president van Mexico (2000-2006)
- Julio Frenk (1953), medicus
- Juan Ramón de la Fuente (1951), psycholoog

### G
- Aarón Galindo (1982), voetballer

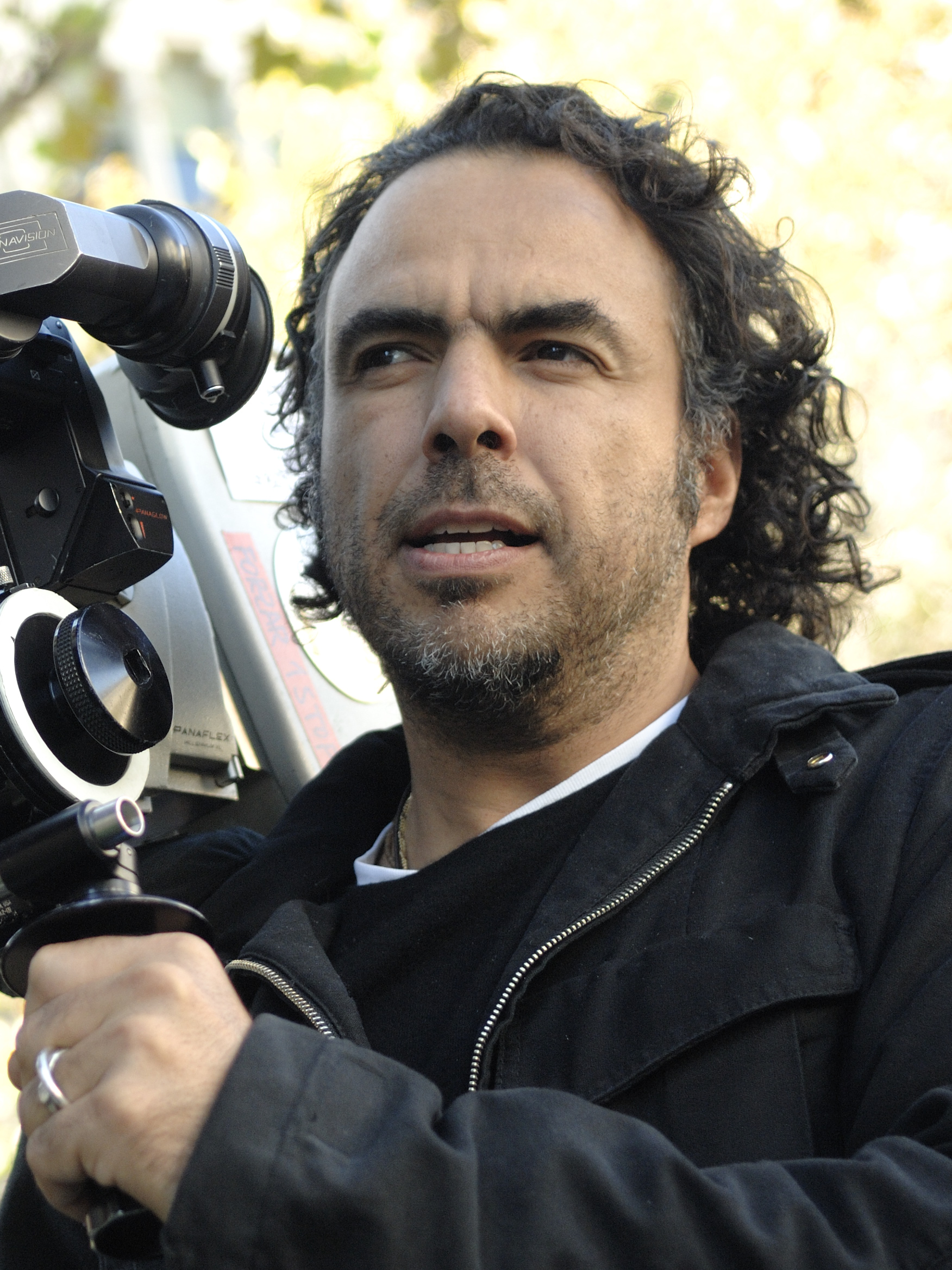
Filmregisseur Alejandro González Iñárritu (1963)

- Teresa Galindo (1970), beachvolleyballer
- Emilio Gamboa Patrón (1950), politicus
- Manuel Gamio (1883-1960), indigenist
- Guillermo Galván Galván (1943), militair
- Joaquín Gamboa Pascoe (1927), vakbondsleider
- Juan Pablo García (1987), autocoureur
- Genaro García Luna (1968), politicus
- Francisco Garrido Patrón (1953), politicus
- Francisco Gil Díaz (1943), econoom en politicus
- Maya Goded (1970), fotografe
- Jorge Goeters (1970), autocoureur
- Tomás Goethals (The Flexican) (1983), diskjockey
- Rodolfo Gómez (1950), langeafstandsloper
- Roberto Gómez Bolaños (Chespirito) (1929), acteur
- Fernando Gómez-Mont Urueta (1963), politicus en advocaat
- Santiago González (1983), tennisser
- Alejandro González Iñárritu (1963), regisseur
- Jorge Emilio González Martínez (1971), politicus
- Jorge González Torres (1942), politicus
- Víctor González Torres (1947), medicus
- Robert Graham (1938-2008), beeldhouwer
- Juventud Guerrera (1974), professioneel worstelaar
- Héctor Guerrero (1954), worstelaar
- Alma Guillermoprieto (1946), journaliste

### H
- Ayako Hamada (1981), professioneel worstelaarster
- Alfredo Harp Helú (1944), ondernemer
- Julián Hernández (1972), filmregisseur
- Jesús Silva Herzog Flores (1935-2017), politicus en econoom
- Huitzilihuitl (1380-1417), Azteeks heerser

### I
- Miguel de Icaza (1972), programmeur
- José María Iglesias (1823-1891), president van Mexico en jurist
- Fernando Iglesias Calderón (1856-1942), politicus en historicus
- Pedro Infante jr. (1950-2009), zanger en acteur
- Graciela Iturbide (1942), fotografe
- Javier Iturriaga (1983), voetballer
- Itzcoatl (1380-1427), Azteeks heerser

### J
- Michel Jourdain Jr. (1976), autocoureur
- Efraín Juárez (1988), voetballer

### K

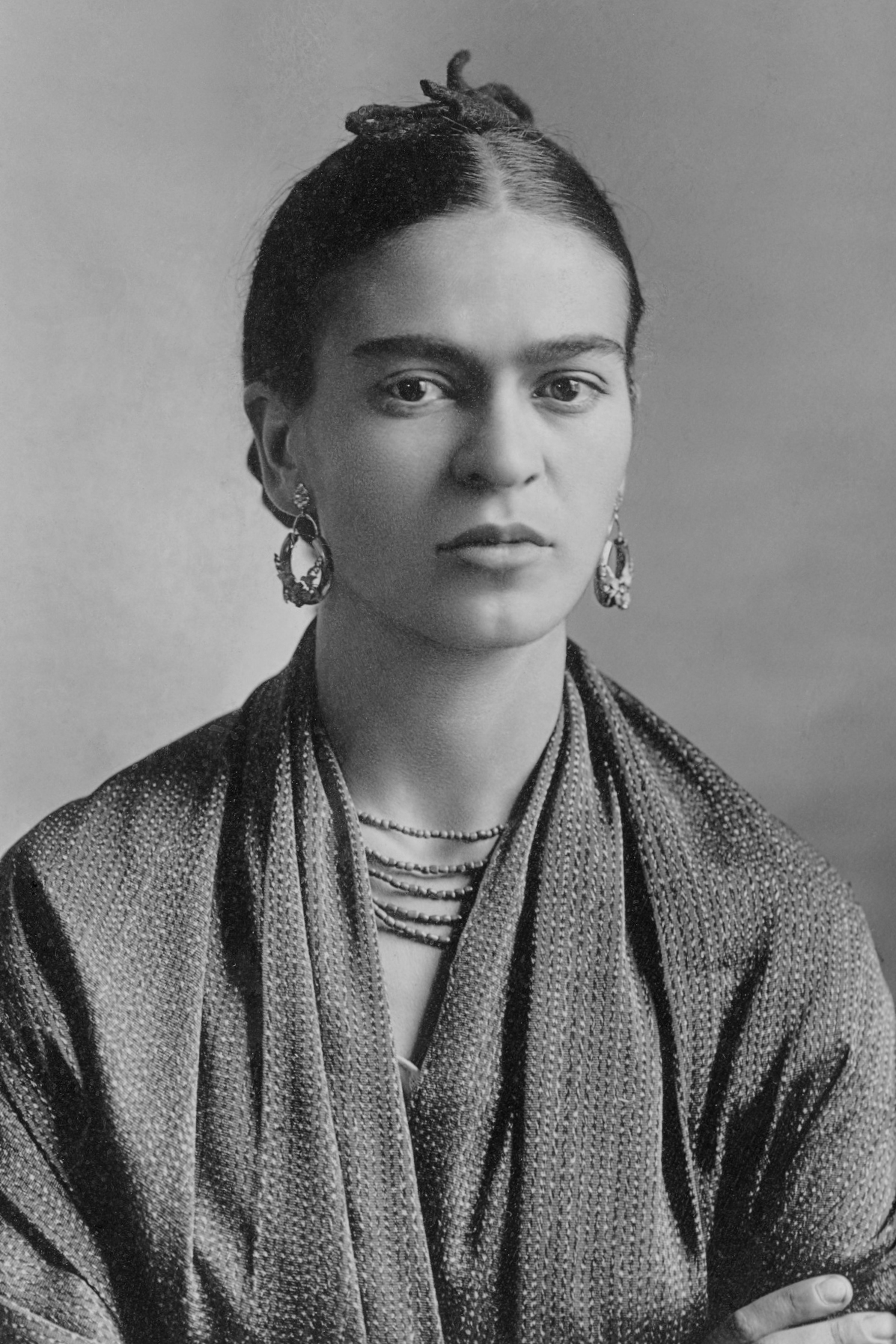
Schilderes Frida Kahlo (1907-1954)

- Frida Kahlo (1907-1954), schilderes
- Jorge Kahwagi (1968), bokser, ondernemer en politicus
- Eric Kraan (1971), schaatser
- Enrique Krauze (1947), historicus

### L

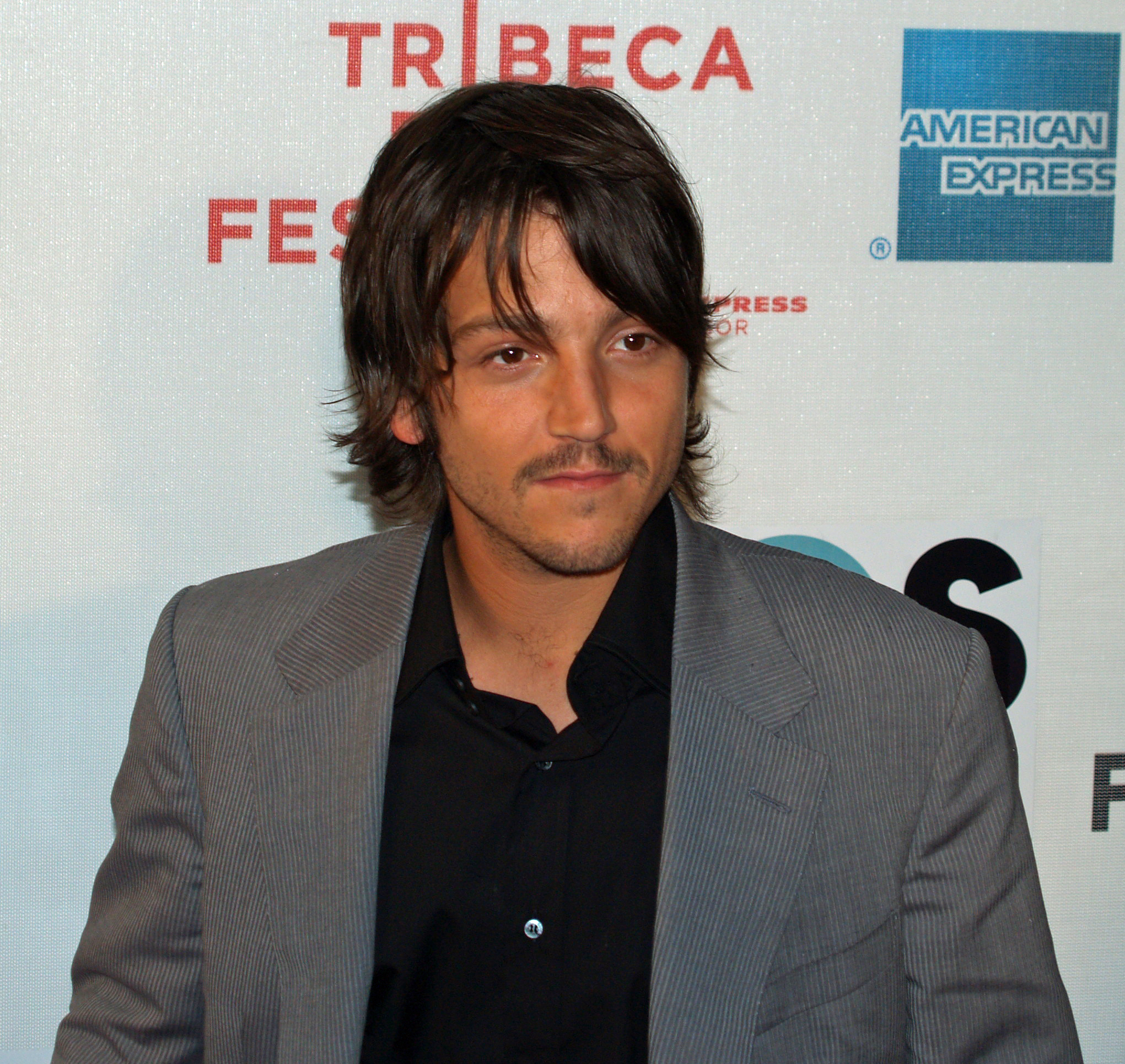
Acteur Diego Luna (1979)

- Natalia Lafourcade (1984), zangeres, songwriter en musicus
- Pedro Lascuráin (1856-1952), jurist en president van Mexico (1913)
- Leonardo Lavalle (1967), tennisser
- Mario Lavista (1943-2021), componist en schrijver
- Miguel León-Portilla (1926-2019), mexicanist
- Mariana Levy (1965-2005), actrice en presentatrice
- José Yves Limantour (1854-1935), politicus en econoom
- José Joaquín Fernández de Lizardi (1776-1827), schrijver
- Manuel María Lombardini (1802-1853), militair en president van Mexico (1853)
- Marcela Lombardo Otero (1926-2018), politica
- Francisco López Capillas (1605-1674), componist
- José López Portillo (1920-2004), president van Mexico (1976-1982)
- Hirving Lozano (1995), voetballer
- Rafael Lozano-Hemmer (1967), kunstenaar
- Valeria Luiselli (1983), schrijfster
- Alonso Lujambio (1962), politicoloog en politicus
- Diego Luna (1979), acteur

### M
- Ifigenia Martínez (1925-2024), politica
- Eduardo Mata (1942-1995), componist en dirigent
- Eduardo Matos Moctezuma (1940), archeoloog
- Eduardo Medina Mora (1957), jurist
- Lorenzo Meyer (1964), historicus
- Guillermo Meza (1988-2010), voetballer
- Miguel Miramón (1832-1867), militair en president van Mexico (1859, 1860)
- Esteban Moctezuma (1954), politicus
- Mario J. Molina (1943-2020), scheikundige en Nobelprijswinnaar (1995)
- Carmen Mondragón (1893-1978), dichters, schilderes en model
- Carlos Monsiváis (1938-2010), schrijver
- Ricardo Montalbán (1920-2009), acteur
- Marisela Morales (1970), juriste
- Mario Moreno Reyes (Cantinflas) (1911-1993), komiek
- Luis N. Morones (1890-1945), vakbondsleider en politicus
- Motecuhzoma I (1390-1469), Azteeks heerser
- Motecuhzoma II (1466-1520), Azteeks heerser
- Mario Moya (1933-2006), politicus en diplomaat
- Porfirio Muñoz Ledo (1933-2023), politicus

### N
- Kamel Nacif Borge (1946), zakenman
- Salvador Novo (1904-1974), dichter en intellectueel
- Lupita Nyong'o (1983), Keniaanse actrice en filmregisseur

### O
- Edmundo O'Gorman (1906-1995), historicus
- Juan O'Gorman (1905-1982), architect en schilder
- Irma Ortega Pérez (1969), beeldhouwster
- Guillermo Ortiz Martínez (1948), econoom

### P
- Danna Paola (1995), zangeres en actrice
- Mariano Paredes y Arrillaga (1797-1849), militair en president (1846)
- Fernando del Paso (1935), schrijver
- Octavio Paz (1914-1998), schrijver, dichter, diplomaat en Nobelprijswinnaar (1990)
- Manuel de la Peña y Peña (1789-1850), militair en president (1847, 1848)
- Felipe Pérez Santiago (1973), componist
- Óscar Pérez (1973), voetballer
- Maite Perroni (1983), zangeres en actrice
- Orbelín Pineda (1996), voetballer
- Alejandro Poiré Romero (1971), politicus
- Yeidckol Polevnsky (1958), politica en ondernemer
- Nicki Prian (1992), actrice
- Rodrigo Prieto (1965), cameraman

### Q
- Gabriel Quadri (1954), politicus

### R

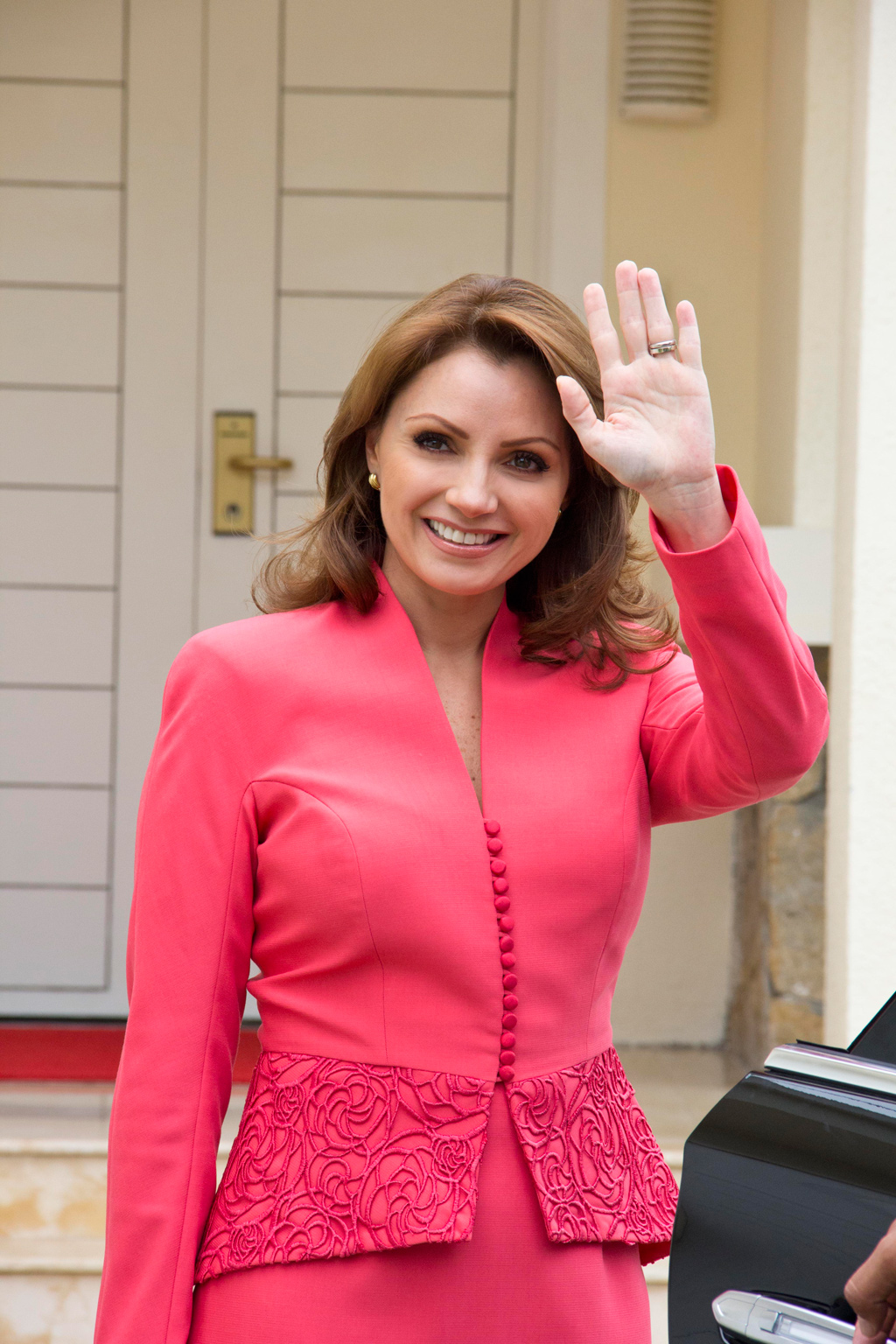
Actrice Angélica Rivera (1970)

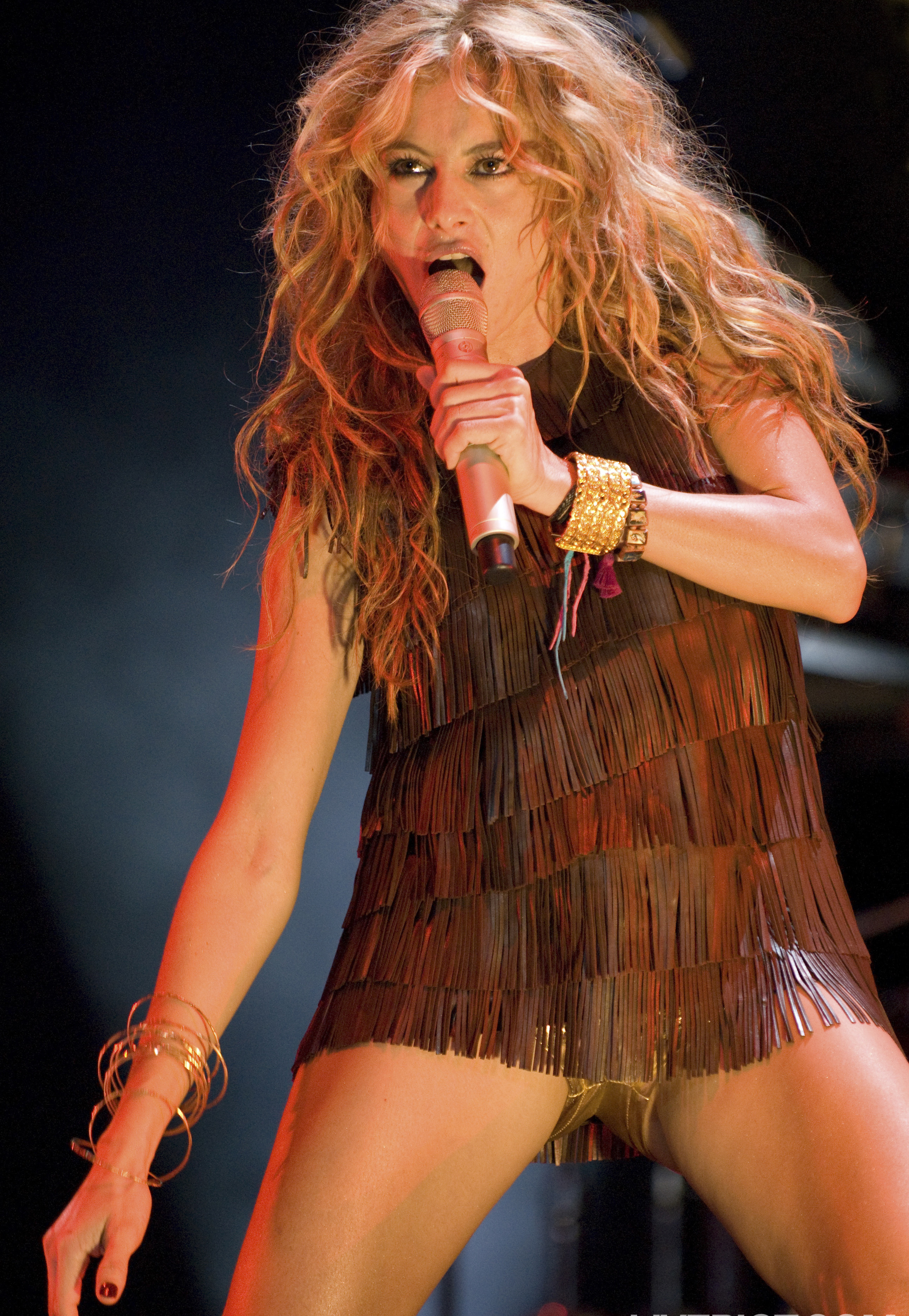
Zangeres en actrice Paulina Rubio (1971)

- Emilio O. Rabasa (1925-2008), rechtsgeleerde, diplomaat en politicus
- Héctor Rebaque (1956), autocoureur
- Diego Reyes (1992), voetballer
- Jesús Reyes Heroles González Garza (1952-2024), econoom
- Rosa Reyes (1939-2024), Frans tennisspeelster
- Gilberto Rincón Gallardo (1939-2008), politicus
- Arturo Ripstein (1943), filmregisseur
- Vicente Riva Palacio (1832-1896), politicus, militair, historicus en dichter
- Antonieta Rivas Mercado (1900-1931), schrijfster, feministe en intellectueel
- Angélica Rivera (1970), actrice
- Rosario Robles (1956), politica
- Marco Rodríguez (1973), voetbalscheidsrechter
- Pedro Rodríguez (1940-1971), autocoureur
- Ricardo Rodríguez (1942-1962), autocoureur
- Manuel Romero Rubio (1829-1895), politicus en jurist
- Paulina Rubio (1971), zangeres en actrice
- Gerardo Ruiz Mateos (1965), politicus

### S

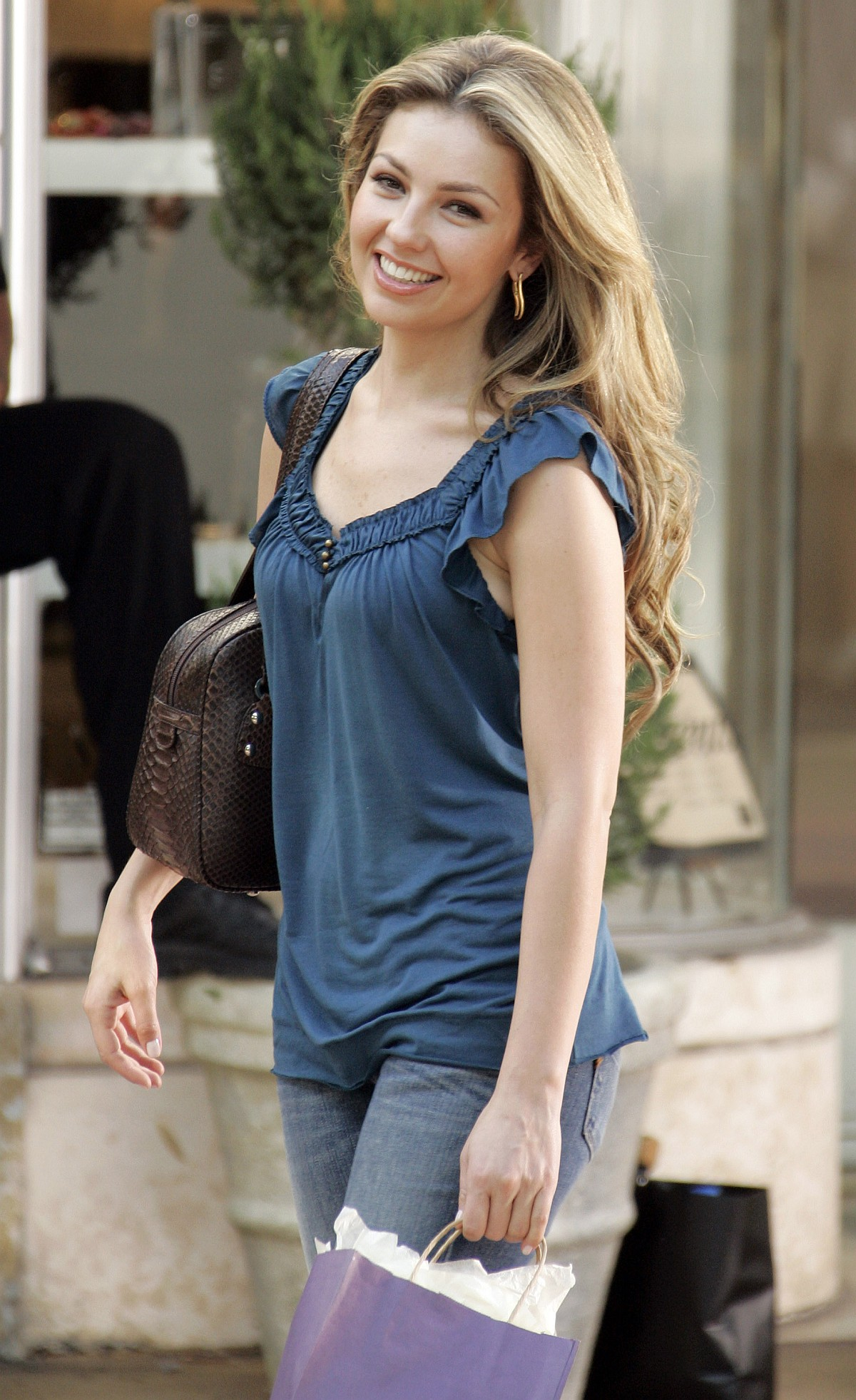
Actrice en zangeres Thalía Sodi (1971)

- José Mariano de Salas (1797-1867), militair en president van Mexico (1846, 1859)
- Carlos Salinas (1948), president van Mexico (1988-1994)
- Enrique Salinas (1952-2004), ondernemer
- Raúl Salinas (1946), crimineel
- Ricardo Salinas Pliego (1956), ondernemer
- Hugo Sánchez (1958), voetballer
- Pablo Sánchez López (1990), autocoureur
- Enrique Santos (1930), componist, dirigent en muziekpedagoog
- Ignacio Sarabia (1983), wielrenner
- Julio Scherer García (1926-2015), journalist
- Ana Serradilla (1978), actrice
- Guillermo Schulenburg (1916-2009), geestelijke
- Bernardo Sepúlveda Amor (1941), jurist, diplomaat en politicus
- Claudia Sheinbaum (1962), politica
- Javier Sicilia (1956), dichter, journalist en activist
- Carlos Slim (1940), ondernemer
- Ilana Sod (1973), journaliste
- Demetrio Sodi (1944), politicus
- Thalía Sodi (1971), zangeres en actrice
- Moisés Solana (1935-1969), autocoureur
- Rodolfo Stavenhagen (1932-2016), socioloog

### T
- Tecuichpotzin (1510-1550), prinses
- Luis Téllez (1958), politicus
- Tizoc ( -1486), Azteeks heerser
- Tlacaellel (1397-1487), priester en militair
- Gerardo Torrado (1979), voetballer
- Jaime Torres Bodet (1902-1974), schrijver, diplomaat en politicus
- Eugenio Toussaint (1954-2011), componist en pianist
- Manuel Toussaint (1890-1955), kunsthistoricus
- Víctor Trujillo (1961), komiek

### U
- Luis Carlos Ugalde (1966), politicoloog

### V
- Germán Valdés, (1915-1973), komiek
- Mario Van Peebles (1957), acteur en regisseur
- Josefina Vázquez Mota (1961), politica
- Rolando Villazón (1972), operazanger
- Nora Volkow (1956), medica
- Jorge Volpi (1968), schrijver

### W
- Arturo Warman (1937-2003), antropoloog

### Z
- Jacobo Zabludovsky (1928-2015 ), presentator en journalist
- Margarita Zavala (1967), first lady
- Leopoldo Zea Aguilar (1912-2004), filosoof
- Ernesto Zedillo (1951), president van Mexico (1994-2000) en econoom

## Overleden
- Guillermo Kahlo (1871-1941), fotograaf
- Diego Rivera (1886-1957), muralist